# Mojca Drčar Murko
Mojca Drčar Murko (ur. 2 lipca 1942 w Lublanie) – słoweńska dziennikarka, w latach 2004–2009 deputowana do Parlamentu Europejskiego.

## Życiorys
W 1965 ukończyła studia prawnicze na Uniwersytecie Lublańskim. W 1975 uzyskała tytuł zawodowy magistra prawa na Uniwersytecie w Zagrzebiu. Pracowała w organizacji dziennikarzy słoweńskich, następnie przez wiele lat związana z gazetą „Delo”. Była jej korespondentem zagranicznym m.in. w Bonn, Rzymie i Wiedniu.
W wyborach europejskich w 2004 uzyskała mandat posłanki z ramienia Liberalnej Demokracji Słowenii. Zasiadała w grupie Porozumienia Liberałów i Demokratów na rzecz Europy oraz w Komisji Ochrony Środowiska Naturalnego, Zdrowia Publicznego i Bezpieczeństwa Żywności.